# Margaret Mitchell

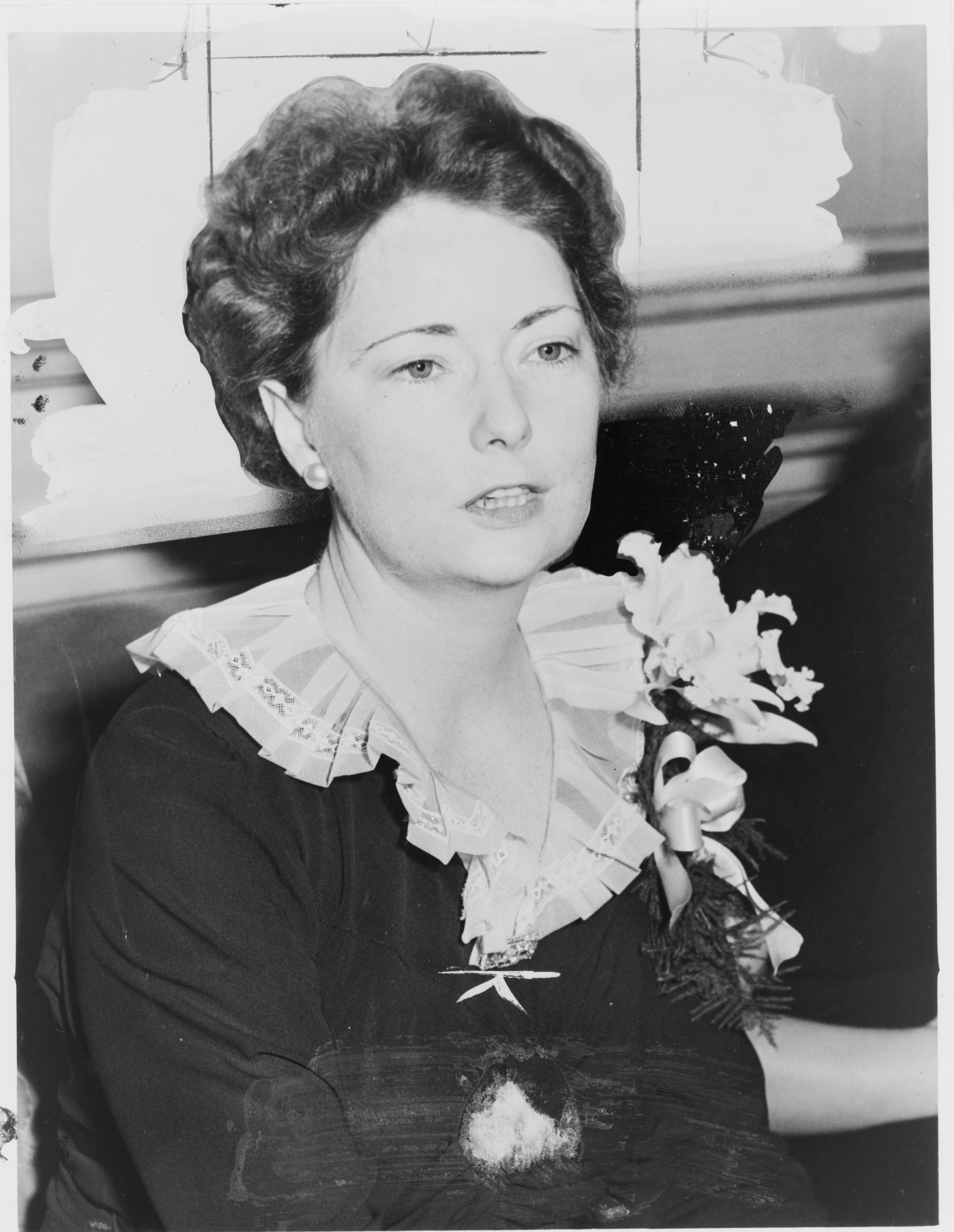
Margaret Mitchell (1941)

Margaret Munnerlyn Mitchell (* 8. November 1900 in Atlanta, Georgia; † 16. August 1949 ebenda) war eine US-amerikanische Schriftstellerin.
Für ihren 1936 erschienenen Südstaaten-Roman Vom Winde verweht (Gone with the Wind) wurde sie 1937 mit dem Pulitzer-Preis ausgezeichnet. Die gleichnamige Verfilmung aus dem Jahre 1939 mit Vivien Leigh und Clark Gable in den Hauptrollen ist einer der bisher erfolgreichsten Filme.

## Jugend und Privatleben

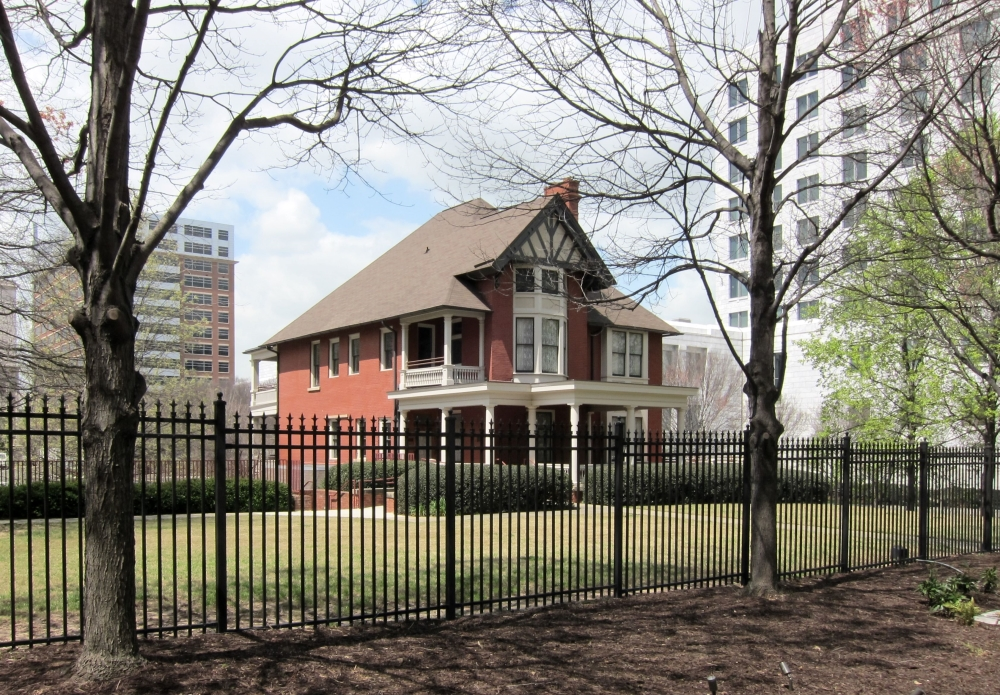
Margaret Mitchell House and Museum in Atlanta

Margaret Mitchell wurde 1900 als Tochter des Rechtsanwalts Eugene Muse Mitchell und Mary Isabelle „Maybelle“ Stephens in Atlanta geboren. Ihr Spitzname, unter dem sie später auch zuweilen in der Öffentlichkeit auftrat, war Peggy.
Nachdem Mitchell ihre Schul- und Collegeausbildung beendet hatte, übernahm sie nach dem frühen Tod der Mutter im Jahr 1918 den elterlichen Haushalt. Sie begann, für die Zeitung Atlanta Journal eine wöchentliche Kolumne in der Sonntagsausgabe zu schreiben. Am 2. September 1922 heiratete sie Berrien „Red“ Upshaw, von dem sie sich 1924 scheiden ließ. Am 4. Juli 1925 heiratete sie Upshaws Freund John Marsh.

## Vom Winde verweht
1926 war sie wegen Verletzungen und Arthritis längere Zeit ans Bett gefesselt und begann, den Roman Vom Winde verweht zu schreiben. Ihr Mann kaufte ihr eine gebrauchte Remington-Reiseschreibmaschine, auf der sie innerhalb der folgenden zehn Jahre das mehr als 1000 Seiten umfassende Buch fertigstellte. Es erschien am 30. Juni 1936. Im selben Jahr verkaufte sie die Filmrechte an ihrem Buch für 50.000 US-Dollar an den Produzenten David O. Selznick. 1937 wurde sie für Vom Winde verweht mit dem Pulitzer-Preis ausgezeichnet.

## Späteres Leben und Tod

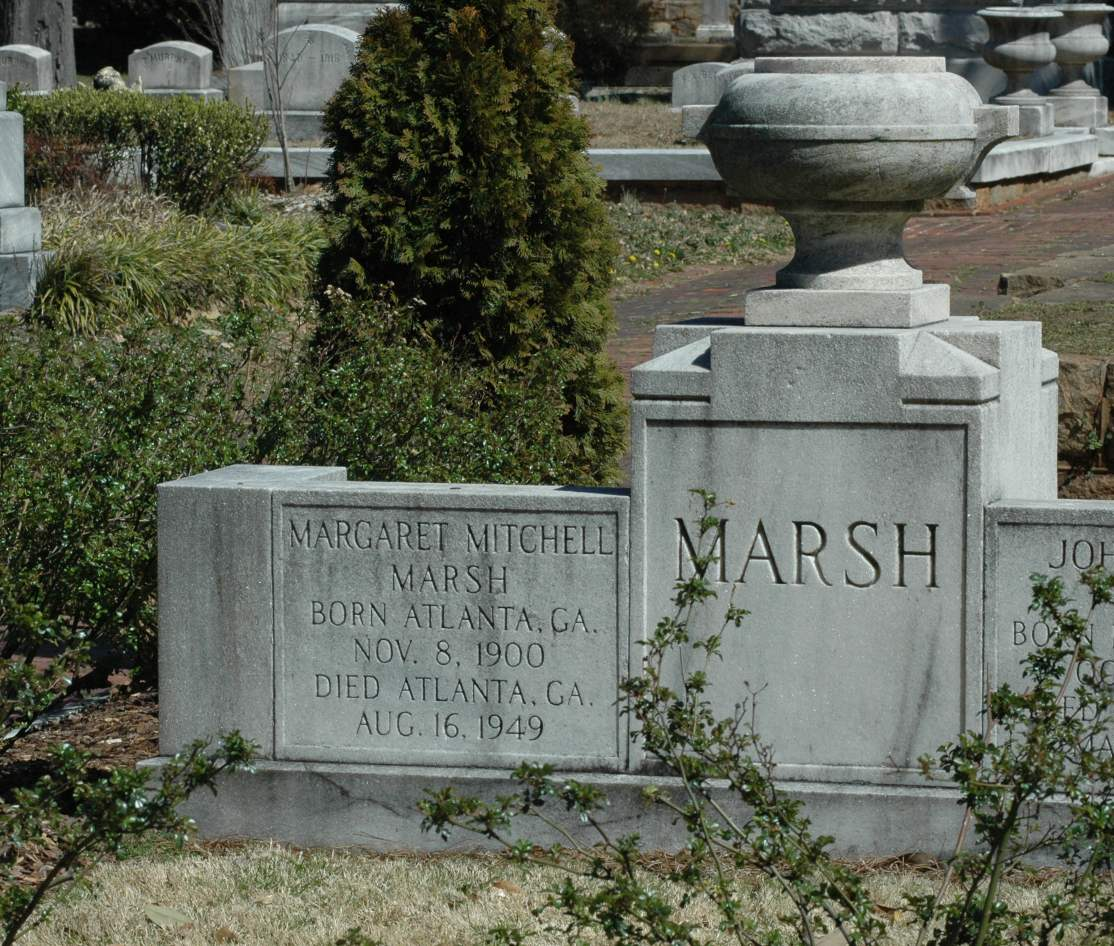
Mitchells Grab in Atlanta

Ab den 1940er Jahren arbeitete sie ausschließlich ehrenamtlich für wohltätige Zwecke. Sie sponserte unter anderem die medizinische Ausbildung von unterprivilegierten College-Absolventen, gründete eine Notfallaufnahme für Schwarze und Weiße am Grady Hospital in Atlanta, engagierte sich in der afroamerikanischen Bewegung für Rechte und Ausbildung der Schwarzen in Atlanta und half während des Zweiten Weltkriegs in verschiedenen Krankenhäusern.
Am 11. August 1949 wurde sie beim Überqueren der Peachtree Street von einem betrunkenen Taxifahrer angefahren; ihre Verletzungen waren so schwer, dass sie nicht mehr aus dem Koma erwachte. Margaret Mitchell starb am 16. August 1949 im Grady Hospital und ist auf dem Oakland Cemetery in Atlanta begraben.

## Nach Mitchells Tod
1965 wurde Mitchell postum der „Shining Light Award“ von der Atlanta Gas Light und der Radiostation WSB für ihre „Verdienste im Sinne der Menschlichkeit“ verliehen. 1989 wurde das Margaret Mitchell House, in dem Vom Winde verweht geschrieben worden war, von Atlantas Bürgermeister zu einem der offiziellen Wahrzeichen der Stadt ernannt. 1997 wurde es für die Öffentlichkeit als Museum freigegeben.
1987 erschien das Buch Stolz und unbeugsam wie Scarlett. Margaret Mitchells Briefe an ihren Jugendfreund Allen Edee, die die Korrespondenzen Mitchell-Edee aus der Zeit zwischen 1919 und 1921 beinhaltet.
1994 wurde die Fernsehfilmbiografie Flammende Leidenschaft – Das Leben der Margaret Mitchell mit Shannen Doherty in der Titelrolle ausgestrahlt.
Zwei Jahre später folgte das Buch Insel der verlorenen Träume, ein Roman, der 1995 zusammen mit Briefen und Fotos von Mitchell im Nachlass ihres Jugendfreundes Henry Love Angel entdeckt worden war. Im Jahr 2000 erschien Before Scarlett, eine Sammlung von bis dahin unveröffentlichten Geschichten und Novellen, die Margaret Mitchell im Alter zwischen sieben und 18 Jahren geschrieben hatte.

## Werke
- Gone With the Wind. Macmillan Publishers, New York, NY 1936, aktuelle Ausgabe mit Vorwort von Pat Conroy: Pocket Books, New York, NY 2008, ISBN 978-1-4165-4894-2.
  - Deutsche Ausgabe: Vom Winde verweht. Roman. Übersetzt von Martin Beheim-Schwarzbach. Henry Goverts, Hamburg 1937; Jubiläumsausgabe: Claassen, Berlin 2000, ISBN 3-546-00239-3; aktuelle Ausgabe: Ullstein TB 26189, Berlin 2004, ISBN 3-548-26189-2.
  - Deutsche Neuübersetzung: Vom Wind verweht. Roman. Übersetzt von Liat Himmelheber und Andreas Nohl.  Verlag Antje Kunstmann, München 2020, ISBN 978-3-95614-318-2.
- Insel der verlorenen Träume. Gustav Lübbe Verlag, Bergisch Gladbach 1996, ISBN 3-404-12885-0.
- Stolz und unbeugsam wie Scarlett. Margaret Mitchells Briefe an ihren Jugendfreund Allen Edee 1919–1921. Claassen, Berlin 1987, ISBN 3-546-46753-1.
- Before Scarlett. Girlhood Writings of Margaret Mitchell. Hill Street Press, Athens, GA 2000, ISBN 1-892514-62-1 (in englischer Sprache).